# ایدلشتدت
ایدلشتدت (به آلمانی: Eydelstedt) یک شهر در آلمان است که در دیفولتس واقع شده‌است. ایدلشتدت ۱٬۹۰۸ نفر جمعیت دارد.